# SC Luso Brasileiro
Der Sport Club Luso Brasileiro, in der Regel nur kurz Flamengo genannt, war ein Fußballverein aus São Luís im brasilianischen Bundesstaat Maranhão.

## Erfolge
- Staatsmeisterschaft von Maranhão[1]: 1918, 1919, 1922, 1923, 1924, 1925, 1926, 1927